# Kraftwerk Rottenacker
Das Elektrizitätswerk Walker-Mühle in Rottenacker ist ein Laufwasserkraftwerk an der Donau.

## Technik
Die Gesamtanlage besteht aus einem 120 Meter langen Streichwehr, dem historischen Krafthaus am linken Ufer und einem 2014 fertiggestellten Krafthaus weiter westlich am rechten Ufer. Mit seinen insgesamt drei Turbinen hat das Elektrizitätswerk ein Regelarbeitsvermögen von 5,2 Millionen kWh jährlich.
Im historischen Krafthaus befinden sich zwei Turbinen, die dritte Turbine im westlichen Krafthausneubau ist eine vertikal eingebaute Kaplanturbine vom Typ KDD-4-2240 der Firma Watec-Hydro mit einer Leistung von 560 Kilowatt bei einer Fallhöhe von 3,30 Meter. Ihr Regelarbeitsvermögen beträgt 1,4 Millionen Kilowattstunden.

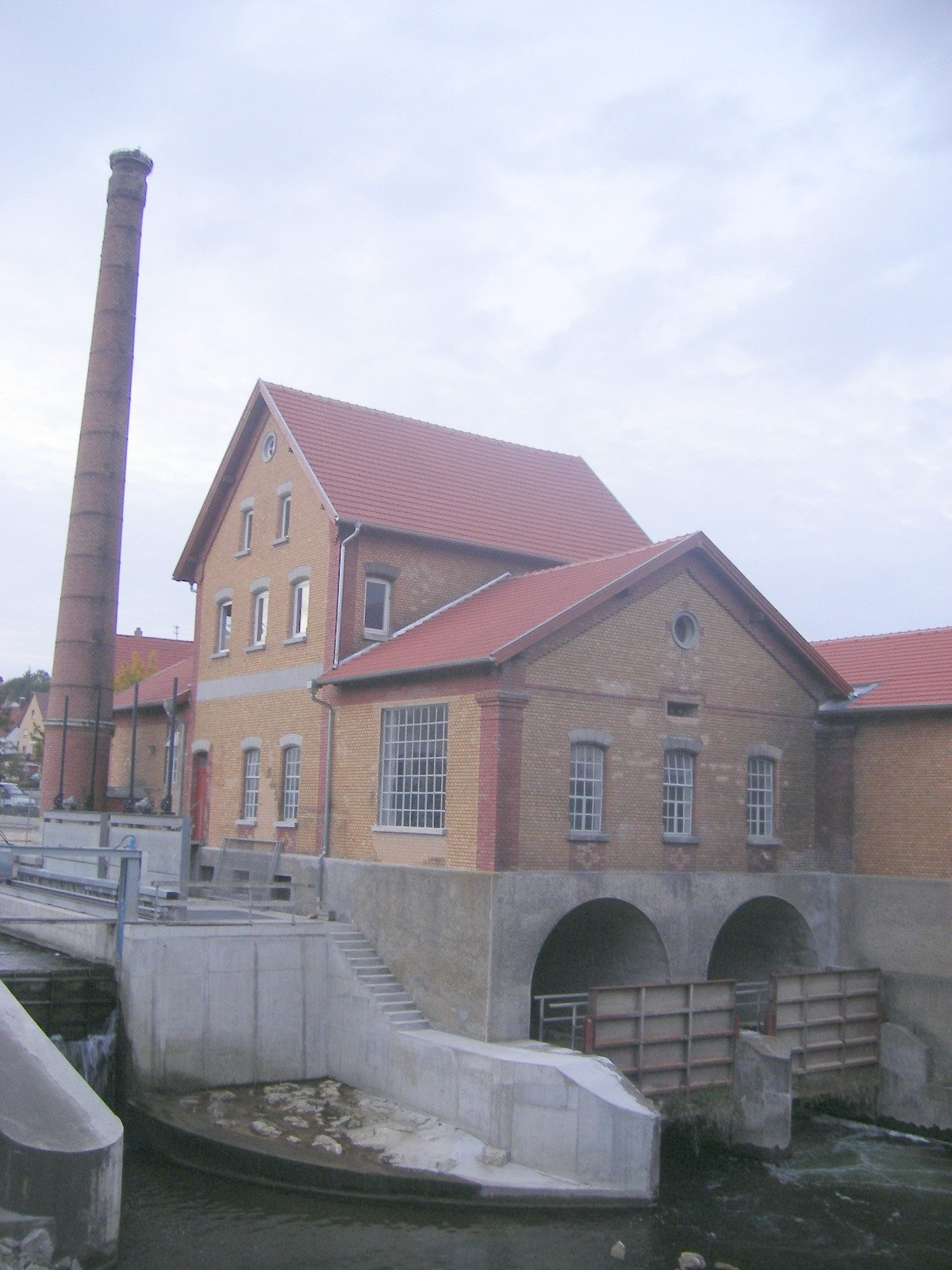

## Geschichte
Ein Wehrbauwerk an dieser Stelle der Donau für eine Mühle ist schon seit 1470 nachzuweisen. Die Kraftwerksanlage entstand zusammen mit dem Bau eines Fabrikgebäudes und steht heute unter Denkmalschutz. Zur Anlage gehört auch ein 35 Meter hoher Backsteinkamin. In der Anfangszeit ab 1896 trieb das Werk über zwei Francis-Turbinen 200 Webstühle der Textilfirma Rall, später Walker, an. Über eine Leitung wurde später auch die Spinnerei Adolff in Ehingen mit Strom versorgt. Im Jahr 2004 erwarb die Fa. Meyer aus Memmingen die Anlage. Vorbesitzer des Kraftwerks war die Firma Diethelm. Die dritte Turbine ging Ende 2013 nach gut zweijähriger Bauzeit im neu errichteten Krafthaus am westlichen Ende des Donauwehrs in Betrieb. Das Investitionsvolumen betrug hierfür vier Millionen Euro.

## Ökologie
Als Umgehungsgewässer für Fische dient ein 126 Meter langer Fischpass mit 26 Becken beim neuen Krafthaus.